# Calle 125 (línea de la Avenida Lexington)
La Calle 125 es una estación en la línea de la Avenida Lexington del Metro de Nueva York de la A del Interborough Rapid Transit Company. La estación se encuentra localizada en Harlem, Manhattan entre la Calle 125 y la Avenida Lexington. La estación es servida en varios horarios por diferentes trenes de los servicios , ,  y el servicio .
Ésta es mencionada en la canción "I'm Waiting For The Man", interpretada por The Velvet Underground y apareció como escenario jugable en el videojuego de peleas de 2004 Def Jam: Fight For NY en el cual luchas contra Danny Trejo en el modo Historia.